# Аратинга венесуельський
Арати́нга венесуельський (Psittacara leucophthalmus) — вид папугоподібних птахів родини папугових (Psittacidae). Мешкає в Південній Америці.

## Опис

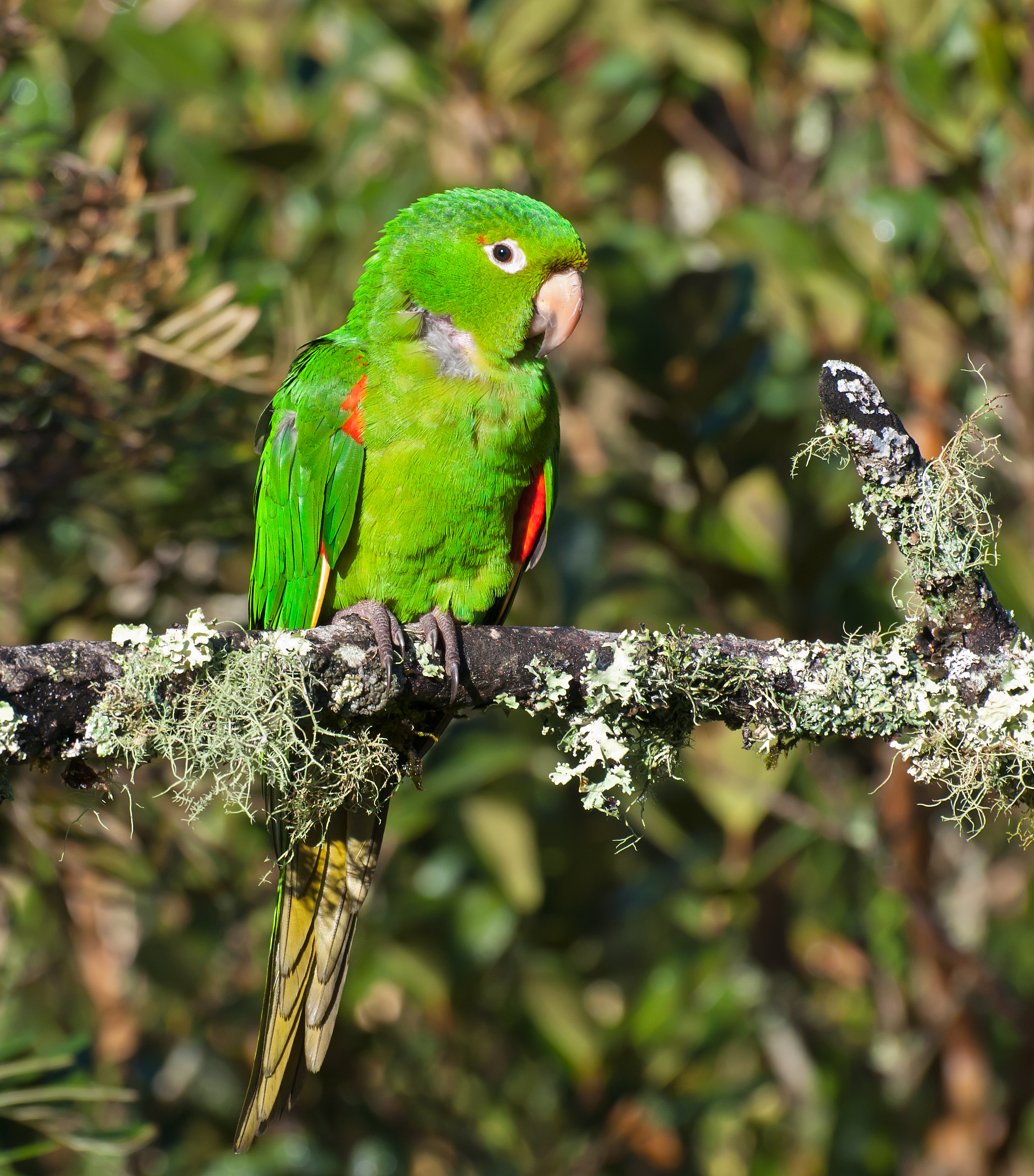
Венесуельський аратинга

Довжина птаха становить 30-34 см, розмах крил 37-40 см, вага 100-218 г. Забарвлення переважно зелене, плечі червоні, на голові і шиї кілька червоних плям. Першорядні покривні пера крил червоні з жовтими кінчиками. Навколо очей білі кільця білої шкіри. У молодих птахів червоні плями на голові і крилах відсутні.

## Підвиди
Виділяють три підвиди:
- P. l. callogenys (Salvadori, 1891) — південно-східна Колумбія, схід Еквадору і Перу, північний захід Бразильської Амазонії;
- P. l. leucophthalmus (Müller, PLS, 1776) — від східної Венесуели і Гвіани через Бразилію до Болівії, Парагваю і північної Аргентини;
- P. l. nicefori (Meyer de Schauensee, 1946) — східна Колумбія (Мета).

## Поширення і екологія
Венесуельські аратинги мешкають в Колумбії, Еквадорі, Перу, Болівії, Бразилії, Венесуелі, Гаяні, Суринамі, Французькій Гвіані, Аргентині, Парагваї і Уругваї. Вони живуть у вологих і заболочених тропічних лісах, в мангрових лісах, рідколіссях і саванах, на плантаціях, в парках і садах. Зустрічаються зграйками від 5 до 40 птахів, на висоті до 1000 м над рівнем моря. Живляться плодами і насінням. Тривалість життя птахів у неволі становить 25-30 років.